# Super Mario Galaxy
Super Mario Galaxy (japonsky スーパーマリオギャラクシー) je japonská videohra pro Nintendo Wii. Byla vydána 1. listopadu 2007 v Japonsku, 12. listopadu 2007 v Severní Americe, 16. listopadu 2007 v Evropě a 29. listopadu v Austrálii a zbytku Asie. V roce 2015 byla tato hra přidána na e-shop pro Wii U a v roce 2020 byla vydána v rámci kolekce Super Mario 3D All-Stars pro Nintendo Switch.
Soundtrack ke hře složili Mahito Jokota a Kodži Kondo, kteří během nahrávání soudntracku využívali orchestr.
V roce 2010 vyšel sequel této hry nazvaný Super Mario Galaxy 2.

## Hratelnost
Super Mario Galaxy je akční adventura navazující na herní sérii Super Mario. Hráč může hrát za italské instalatéry Maria nebo Luigiho, jejichž cílem je zachránit princeznu Peach ze zajetí draka Bowsera a posbírat 121 hvězd. Levely se skládají z tzv. galaxií, které se skládají z malých planet a světů, které pracují s různými variantami gravitace. Hra se ovládá ovládačem Wii Remote spojeným s Nunchukem.

## Přijetí
Super Mario Galaxy dosáhla byla kritiky velmi dobře hodnocena a zaznamenala i velký komerční úspěch. Byla to nejlépe hodnocená hra vůbec na serveru GameRankings, hra bývá pozitivně hodnocena za svůj design, práci s gravitací a soundtrack. Celkově se na světě prodalo přes 12,8 milionů kopií této hry, což z ní dělá devátou nejlépe prodávanou hru pro Wii.

## Galerie

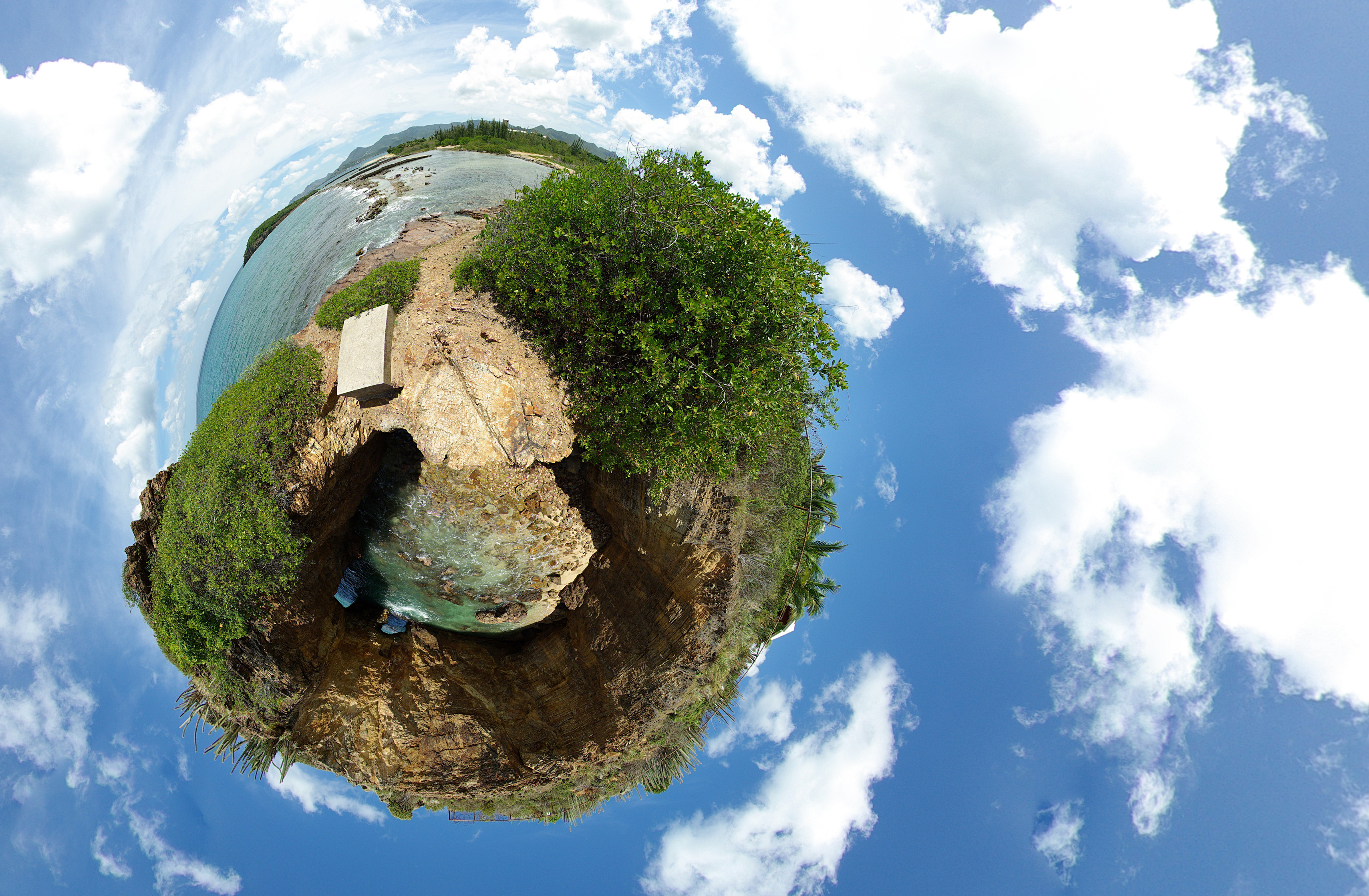
Vizualizace planety ze Super Maro Galaxy
Popředí hry (francouzsky)
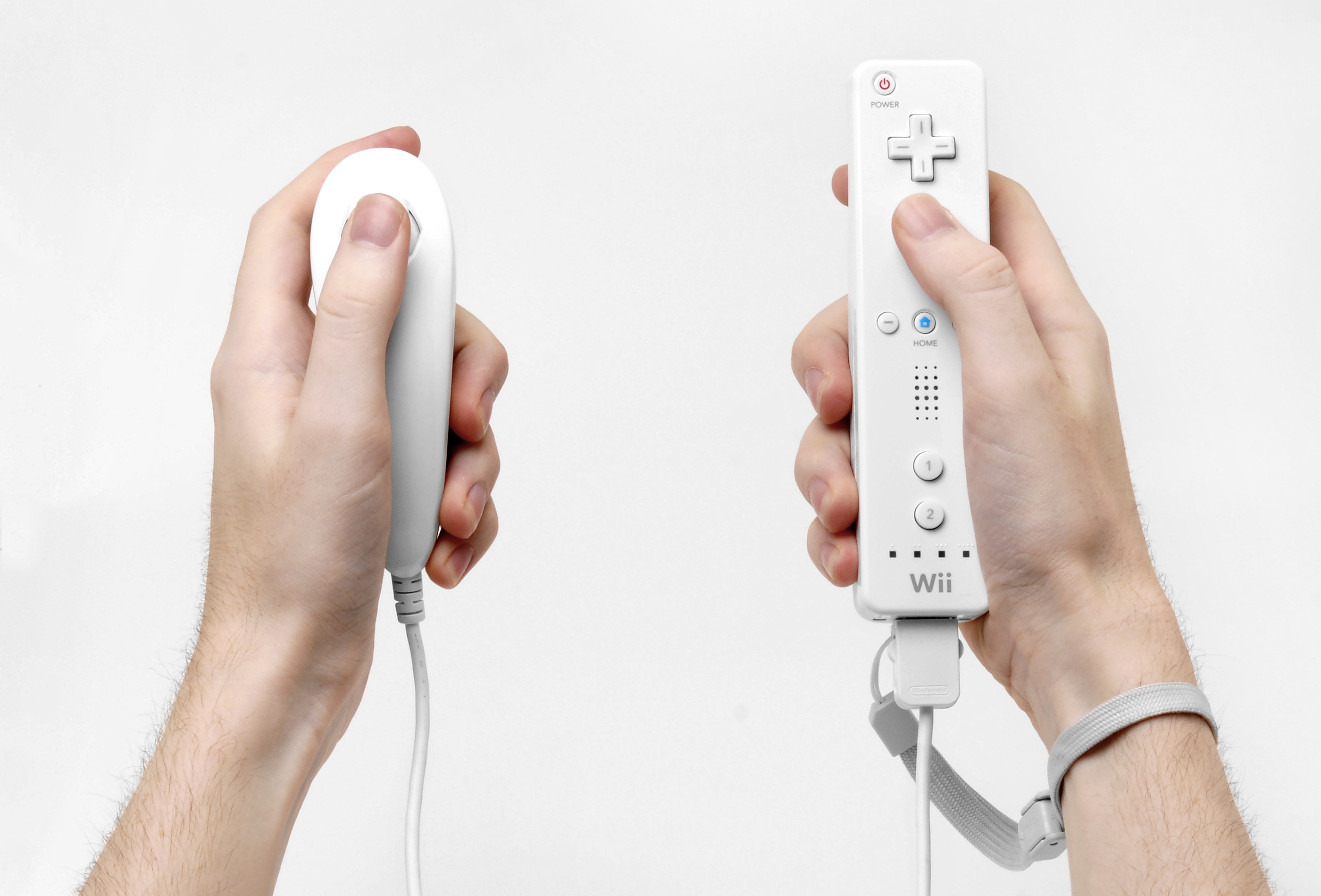
Wii Remote a Nunchuk